# Universidad de Ciencias Aplicadas Kodolányi János

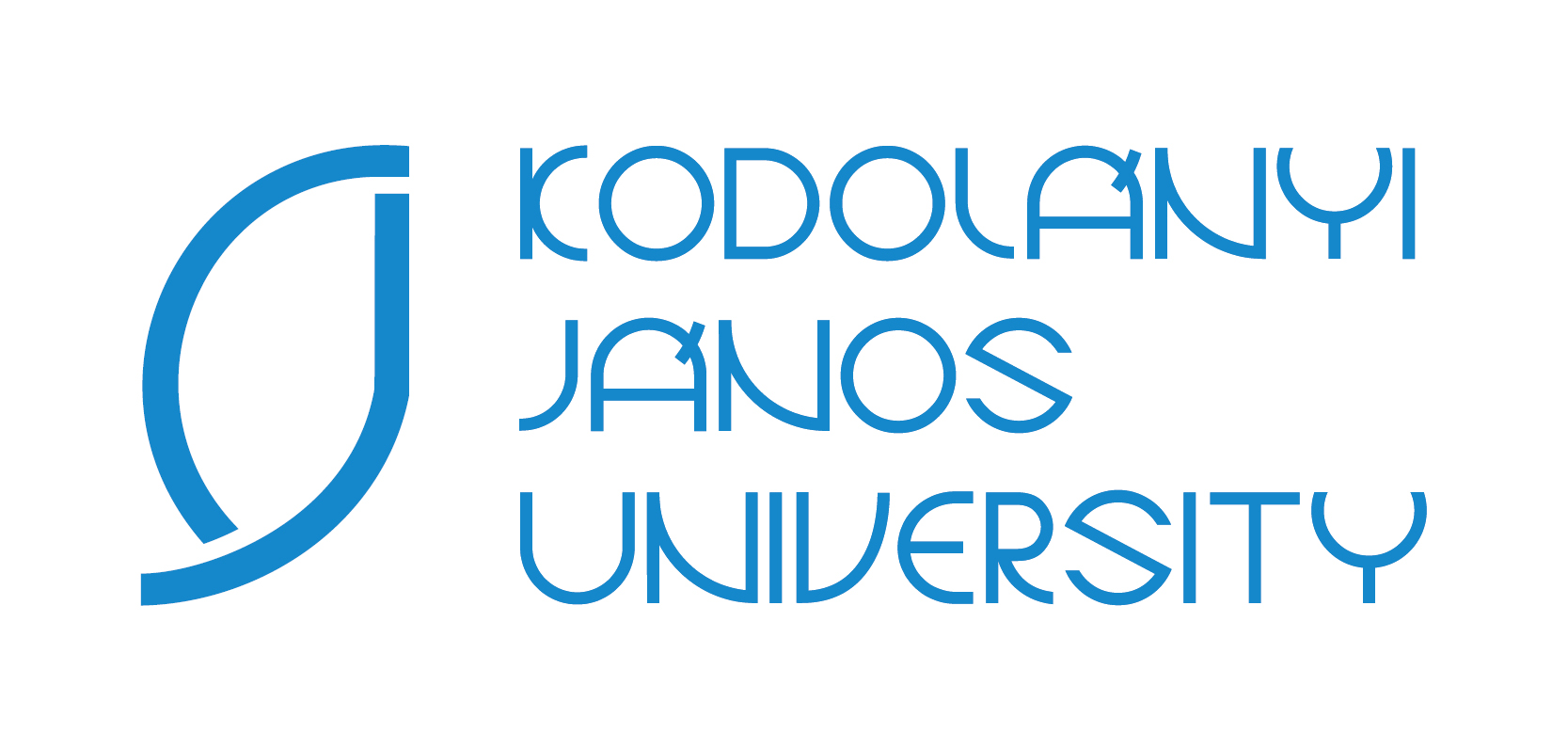
Logo de la universidad

La Universidad János Kodolányi (en húngaro: Kodolányi János Egyetem) es una institución de educación superior en Hungría, que tiene su campus principal en Székesfehérvár, pero también tiene sedes regionales en Budapest, Siófok y Orosháza, con un campus adicional en Austria. Su abreviatura es en húngaro es KJE.
La Universidad fue fundada en 1992, después de que el ayuntamiento de Székesfehérvár donara un inmueble para el campus, ya que hasta entonces no había universidad en la ciudad. Lleva el nombre del escritor húngaro János Kodolányi, debido a sus conexiones con la ciudad. En 1994 la universidad lanzó su propia estación de radio local. En 1997 se abrió una facultad en Siófok, y al año siguiente un nuevo campusen en Budapest. El campus de Orosháza se abrió en 2004.
La universidad ofrece Licenciatura, Maestría y programas de Doctorado en húngaro, alemán e inglés.